# Bis(difenylfosfano)methaan
Bis(difenylfosfano)methaan (vanuit de Engelse naam 1,1-bis(diphenylphosphino)methane vaak afgekort tot dppm) is een organofosforverbinding met de formule CH2(PPh2)2. De nieuwste regels voor naamgeving van de IUPAC geven aan dat dit type fosforverbindingen als fosfaan wordt beschreven in plaats van als fosforderivaat van, zoals in de Engelse naam, een amine.
Dppm is een wit, kristallijn poeder, dat in de anorganische chemie veel als ligand wordt toegepast. Omdat de binding aan het metaal via beide fosforatomen verloopt gaat het om een bidentaat ligand.

## Synthese
Dppm werd voor het eerst gesynthetiseerd uit (Ph2PNa) met dichloormethaan:
Ph3P + 2 Na → Ph2PNa + NaPh
2NaPPh2 + CH2Cl2 → Ph2PCH2PPh2 + 2 NaCl
Naast deze klassieke benadering zijn sindsdien andere methoden beschreven die als voordeel hebben gebruik te maken van minder reactieve uitgangsstoffen (natrium reageert erg snel met luchtzuurstof).
- in aanwezigheid van een oplossing van kaliumhydroxide en kaliumcarbonaat reageren difenylfosfaan en dichloormethaan tot dppm.[3]
- met lithium als metaal kan uit trifenylfosfine met dichloormethaan dppm verkregen worden[4]
- Chloordifenylfosfaan en dichloormethaan reageren onder invloed van lithium tot dppm[5]

## Zuursterkte
De Kz voor de waterstofatomen in de methyleengroep (CH2) in dppm (en vooral in zijn complexen) is relatief groot. Als ligand kan dppm geoxideerd worden tot zijn oxide of sulfide CH2[P(E)Ph2]2 (E = O, S). In deze derivaten is de metghyleengroep zelfs nog zuurder.

## Coördinatieverbindingen
Als bidentaat vormt dppm vierringen met metalen: MP2C. De resulterende ringespanning leidt vaak tot een "ontsnappingsreactie": een verbinding waarin twee metaalatomen direct aan elkaar gebonden zijn, en dppm, nu in een vijfring, aan beide metaalatomen coördineert: M2P2C. Een bekend voorbeeld van deze groep verbindingen is het complex met dipalladiumdichloride, Pd2Cl2(dppm)2. In dit complex is het formele oxidatiegetal voor beide palladiumatomen 1+. Onder invloed van dppm wordt een groep coördimnatieverbindingen gevormd die bekendstaan als A-frame complexen.

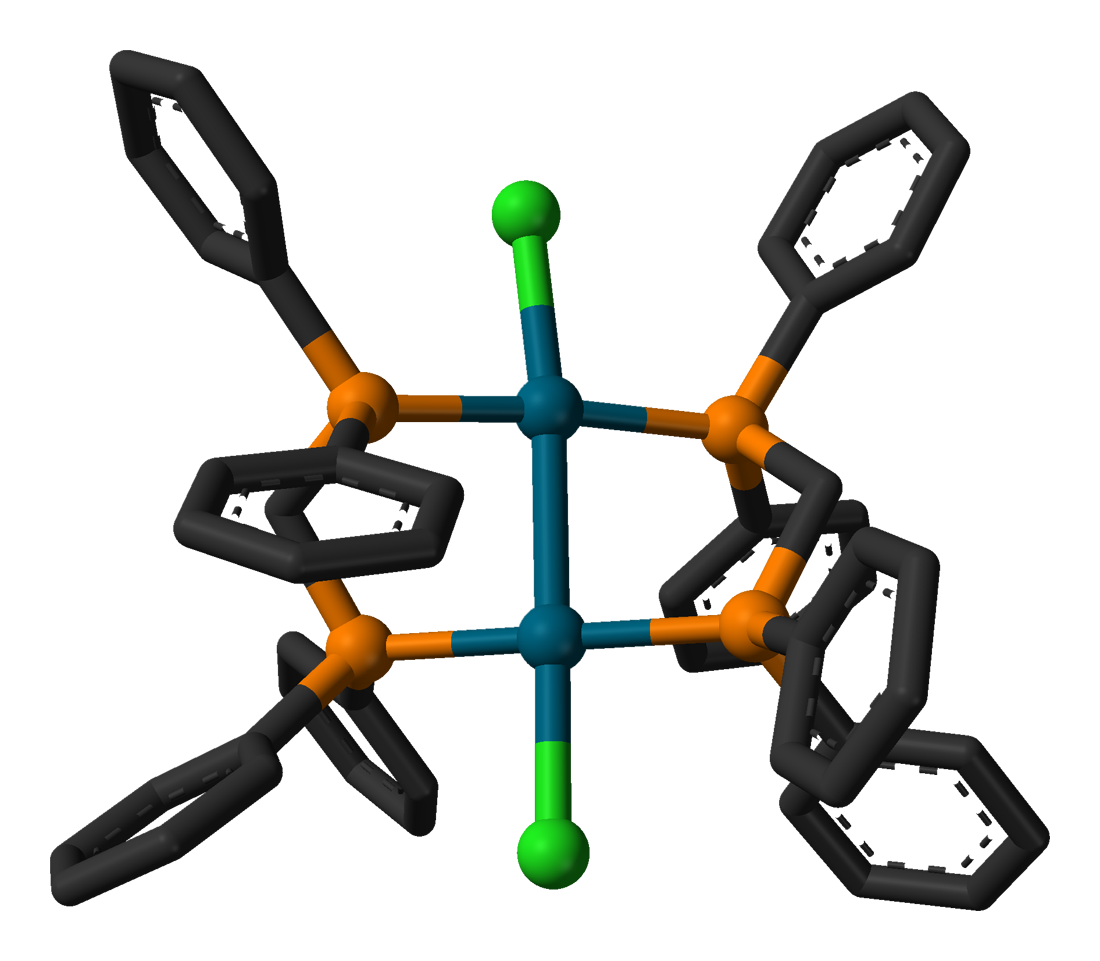
nowrap|Ball-and-stick model van [Pd_{2}Cl_{2}(dppm)_{2}].

[[Bestand:Pd2Cl2(dppm)2-from-xtal-3D-ball-stick-hybrid.png|thumb|center|300px|Ball-and-stick model van [Pd2Cl2(dppm)2].]]